# Schmiedbauerbach
Der Schmiedbauerbach ist ein rund einen Kilometer langer linker Zufluss des Liebochbaches in der Steiermark.
Er entspringt im nördlichen Teil der Gemeinde Sankt Bartholomä und fließt nach Süden und Südwesten, ehe er nordwestlich des Ortes in der Nähe der L 336 in den Liebochbach mündet.